# 江豫
江豫（1424年—？），字孟震，直隸太平府當塗縣人，明朝政治人物。進士出身。

## 生平
景泰元年（1450年）庚午科應天府鄉試第八名。天順四年（1460年）庚辰科會試第一百四十六名，殿試登進士第二甲第三十二名。

## 家族
曾祖江清之。祖父江永澄。父亲江潣。